# Northia seychellana
Northia seychellana är en tvåhjärtbladig växtart som beskrevs av Joseph Dalton Hooker. Northia seychellana ingår i släktet Northia och familjen Sapotaceae. IUCN kategoriserar arten globalt som sårbar.
Artens utbredningsområde är Seychellerna. Inga underarter finns listade i Catalogue of Life.